# Norddeutsche Fußballmeisterschaft 1906/07

Logo von Victoria Hamburg

Die norddeutsche Fußballmeisterschaft 1906/07 war der zweite vom Norddeutschen Fußball-Verband organisierte Wettbewerb. Sieger wurde Victoria Hamburg. In der Endrunde um die deutsche Meisterschaft erreichten die Hamburger das Halbfinale.

## Teilnehmer
| Bezirk         | Teilnehmer             |
| -------------- | ---------------------- |
| Braunschweig   | Eintracht Braunschweig |
| Bremen         | FC Bremerhaven-Lehe    |
| Hamburg-Altona | Victoria Hamburg       |
| Hannover       | Hannover 96            |
| Kiel           | Holstein Kiel          |
| Mecklenburg    | Schweriner FC 03       |
| (Schleswig     | Schleswiger FV)        |

Bremerhaven-Lehe war Bezirksmeister nach zwei Entscheidungsspielen gegen den Bremer SC. Der Meister des (noch „wilden“) Bezirks Schleswig (siehe: Schleswig-Holsteinischer Fußball-Verband 1906) nahm nicht teil.

## Ergebnisse

### Viertelfinale
Gespielt wurde am 3. März 1907. Holstein Kiel und der FC Bremerhaven-Lehe hatten Freilose.
|             | Ergebnis |                        |
| ----------- | -------- | ---------------------- |
| Schwerin 03 | 02:20    | Victoria Hamburg       |
| Hannover 96 | 1:5      | Eintracht Braunschweig |

### Halbfinale
Gespielt wurde am 10. März 1907 auf neutralen Plätzen (Eintracht siegte in Bremen, Victoria auf dem Hamburger Rothenbaumplatz).
|                     | Ergebnis |                        |
| ------------------- | -------- | ---------------------- |
| FC Bremerhaven-Lehe | 2:5      | Eintracht Braunschweig |
| Victoria Hamburg    | 5:3      | Holstein Kiel          |

### Finale
Gespielt wurde am 17. März 1907 in Hamburg (Rothenbaumplatz).
|                  | Ergebnis |                        |
| ---------------- | -------- | ---------------------- |
| Victoria Hamburg | 6:1      | Eintracht Braunschweig |

Victoria: Lauritzen – Behrmann, Lodding – Bodenweber, Frankenthal, Hans Weymar – Hagenah, Garrn, Gerhardt, Bouvy, Carl Weymar (vorher außerdem eingesetzt: J. W. Meyer als Torwart).
Torschützen beim 6:1 waren Bouvy (2, davon 1 Elfmeter), Garrn (2), Gerhardt und Hagenah